# پایگاه هوایی قیاره
پایگاه هوایی قیاره یا فرودگاه قیارهٔ غربی (عربی: قاعدة القیارة الجویة) یک پایگاه نیروی هوایی عراق در منطقه قیاره در شهرستان موصل در شمال عراق است. این پایگاه، در عملیات آزادی عراق در سال ۲۰۰۳ به تصرف ارتش آمریکا درآمد. این پایگاه، توسط نیروهای ارتش ایالات متحده و پیمانکاران غیرنظامی مستقر در آن، با عنوان Q-West یا Key West شناخته می‌شود. کنترل این پایگاه در مارس ۲۰۲۰ به عراق بازگردانده شد.

## تاریخچه

### دوران صدام
این پایگاه که قبلاً با عنوان پایگاه هوایی صدام شناخته می‌شد، در فاصلهٔ ۱۶ کیلومتری غرب رودخانه دجله، ۲۰ کیلومتری غرب شهر قیاره، ۶۰ کیلومتری جنوب موصل و حدود ۳۰۰ کیلومتری شمال بغداد، واقع شده‌است. قیارهٔ غربی، در اواخر دهه ۱۹۷۰ ساخته شد و یکی از چندین فرودگاه نیروی هوایی عراق در دهه ۱۹۷۰ بود که تحت پروژه «اَبَرپایگاه» در پاسخ به تجربیات جنگ‌های اعراب و اسرائیل در سال‌های ۱۹۶۷ و ۱۹۷۳ بازسازی شد. این فرودگاه در طول جنگ ایران و عراق، مرکز اصلی عملیات جنگنده‌های میراژ اف۱ نیروی هوایی عراق بود و با ورود جنگنده‌های میگ-۲۳، به یک فرودگاه اصلی تبدیل شد. بعدها در طول آن جنگ، جنگنده‌های میگ-۲۵ نیز از آن‌جا عملیات می‌کردند.
بر اساس گزارش‌ها، در سال ۲۰۰۲، اسکادران‌های ۹ و اسکادران ۷۹ و ۸۹ به ترتیب پروازهای میگ-۲۱ و میراژ اف۱ را از این پایگاه انجام می‌دادند.

### استفادهٔ اولیه توسط ایالات متحده

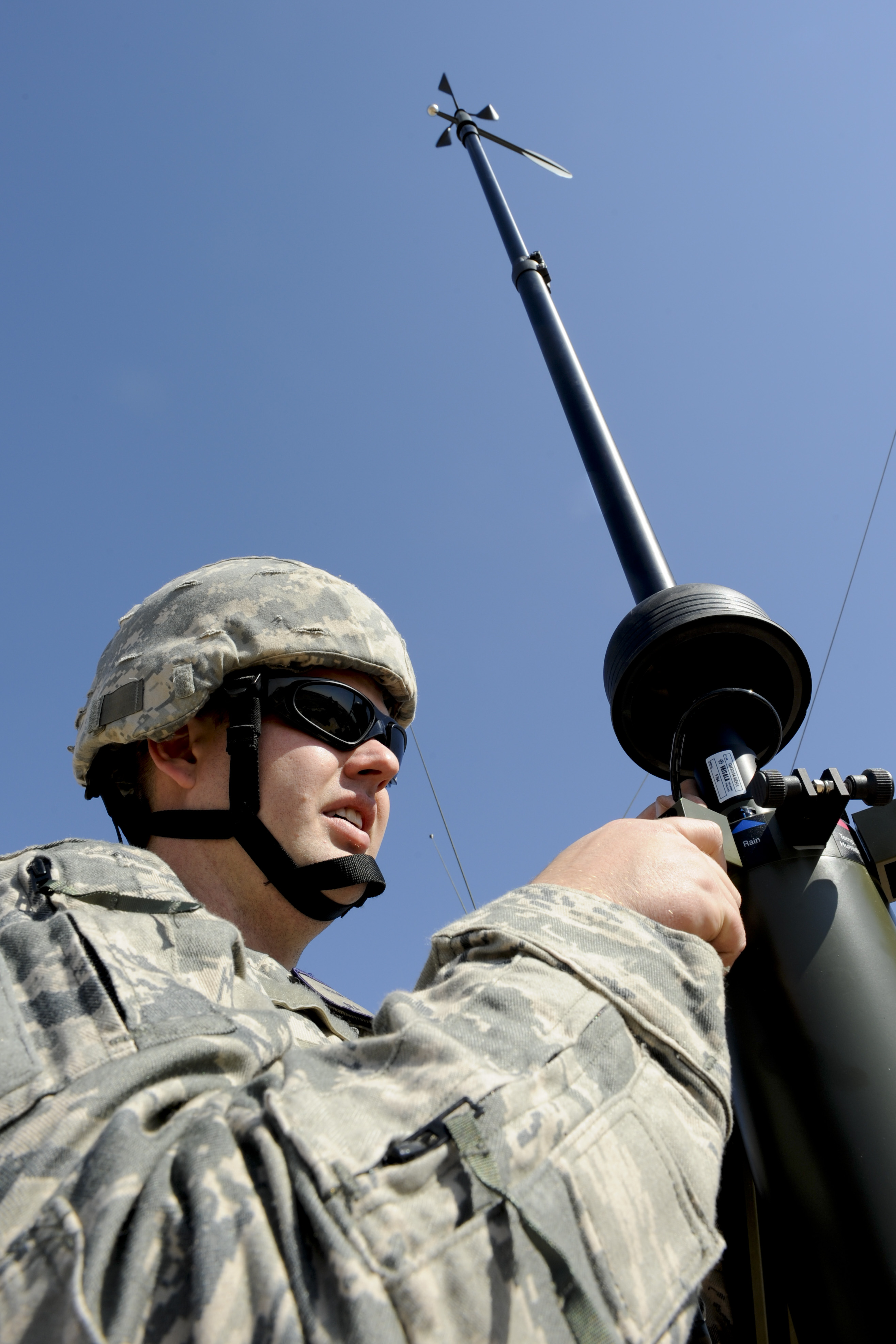
تکنسین هواشناسی نظامی ایالات متحده یک سیستم رصد آب و هوا را در فرودگاه قیاره غرب، در سال ۲۰۱۱ نصب می‌کند.

این پایگاه در جریان عملیات آزادی عراق در مارس ۲۰۰۳، به‌شدت مورد حملهٔ نیروهای هوایی ائتلاف قرار گرفت و توسط نیروهای زمینی ائتلاف تصرف شد. هنگامی که نیروهای آمریکایی در ۲۳ مه وارد پایگاه شدند، باند فرودگاه اصلی و برج کنترل که حدود دو مایل با مقر فرماندهی فاصله داشت، آسیب دیده بود. بیش از ۳۰ حفره در نتیجهٔ بمباران هواپیماهای آمریکایی در طول هر دو جنگ خلیج فارس در پایگاه، به‌وجود آمده بود.
تا ژوئیهٔ ۲۰۰۳، فرودگاه قیاره غربی محل استقرار تیپ ۱، لشکر ۱۰۱ هوابرد ایالات متحده بود. یکی از نخستین اولویت‌ها، تعمیر باند و برج بود و فرودگاه پس از آن قادر به پذیرش بزرگ‌ترین هواپیماهای ترابری ایالات متحده مانند لاکهید سی-۵ گالکسی بود. پس از ۶۹ روز کار شبانه‌روزی، سربازان گردان ۳۷ مهندسی، حفره‌های ایجادشده در باند فرود اصلی را که مانع از فرود هواپیماها در آن‌جا شده بود، تعمیر کردند.

### اشغال توسط داعش

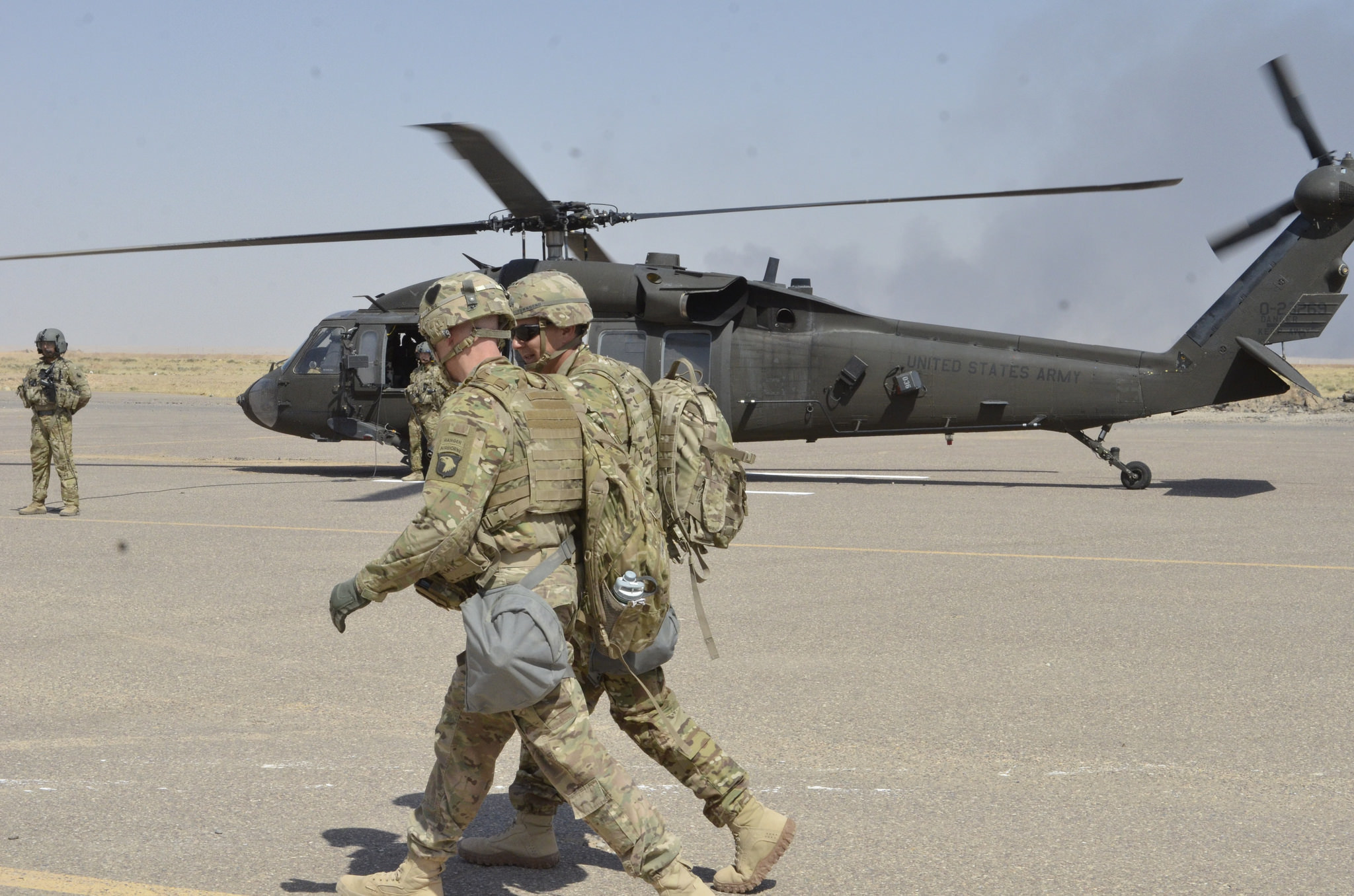
سپهبد آمریکایی استفان جی. تاونسند، فرمانده نیروی عملیات مشترک ترکیبی، در فرودگاه قیاره غربی، ۲۲ سپتامبر ۲۰۱۶

فرودگاه قیارهٔ غربی در سال ۲۰۱۴ همراه با منطقهٔ موصل تحت اشغال داعش قرار گرفت. در جریان اشغال، این پایگاه هدف حملات هوایی هواپیماهای ائتلاف بین‌المللی قرار گرفته بود. در فوریه ۲۰۱۵، گزارش‌هایی منتشر شد مبنی بر این‌که داعش به‌طور متناوب، این پایگاه را در پی بمباران توسط نیروهای ائتلاف، تخلیه کرده‌است. همچنین «ده‌ها کشته و زخمی» در میان شبه‌نظامیان داعش در این حملات گزارش شده‌است.

## وضعیت کنونی
در ۹ ژوئیه ۲۰۱۶، ارتش عراق، فرودگاه قیارهٔ غربی را در جریان حملهٔ موصل، بدون هیچ مقاومتی از داعش پس گرفت. عکس‌ها نشان می‌داد که هواپیماهای جنگنده/تهاجمی میگ-۲۳/میگ-۲۷ عراقی باقی‌مانده در پایگاه، غیرقابل استفاده هستند. پایگاه قیارهٔ غربی سپس به‌عنوان مقر بین‌المللی برای نبرد موصل که از ۱۶ اکتبر ۲۰۱۶ آغاز شد، مورد استفاده قرار گرفت. حدود ۵۶۰ نیروی آمریکایی از لشکر ۱۰۱ هوابرد در آن‌جا برای نبرد مستقر شدند. نیروهای مستقرشده شامل عناصر فرماندهی و کنترل، یک یگان امنیتی، یک تیم عملیات فرودگاه و متخصصان تدارکات و ارتباطات بودند. همچنین یک ناحیهٔ پشتیبانی حیاتی برای نیروهای عراقی توسط نیروهای آمریکایی ایجاد شد.

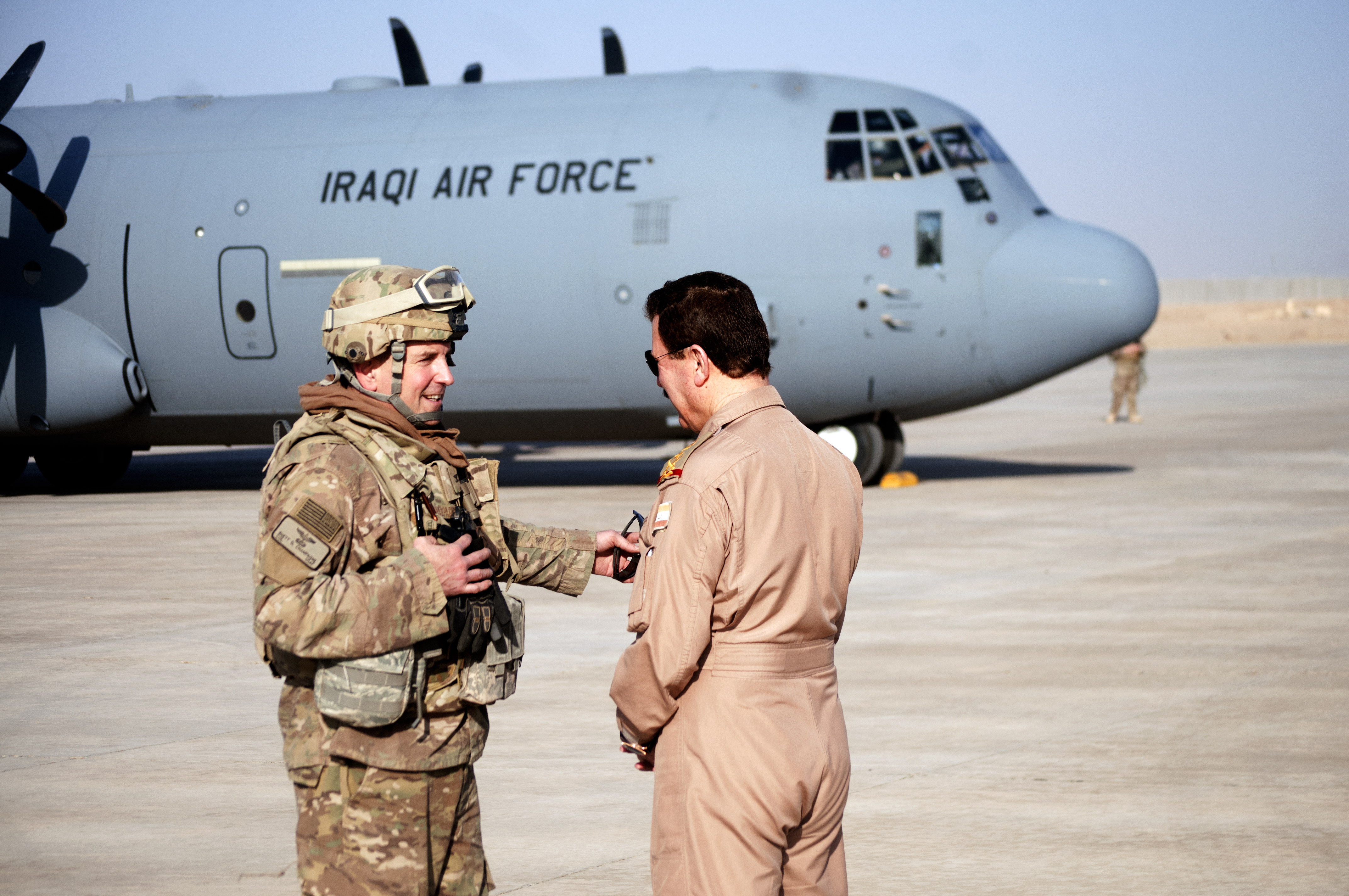
سرهنگ نیروی هوایی آمریکا رت شامپاین، در حال صحبت با رئیس ستاد نیروی هوایی عراق در پایگاه قیاره در ۳۰ اکتبر ۲۰۱۶

در ۲۲ اکتبر، فرودگاه تعمیر شده و باند آن بازگشایی شد و نخستین فروند از هواپیماهای باری ثابت‌بال به فرودگاه رسید. در ۳۰ اکتبر، یک هواپیمای سی-۱۳۰سوپرهرکولس نیروی هوایی عراق به‌عنوان نخستین هواپیمای باری نیروهای امنیتی عراق، پس از بازپس‌گیری فرودگاه از داعش در فرودگاه قیاره غربی فرود آمد.
ارتش ایالات متحده این پایگاه را در ۱۳ مه ۲۰۲۰ ترک کرد.

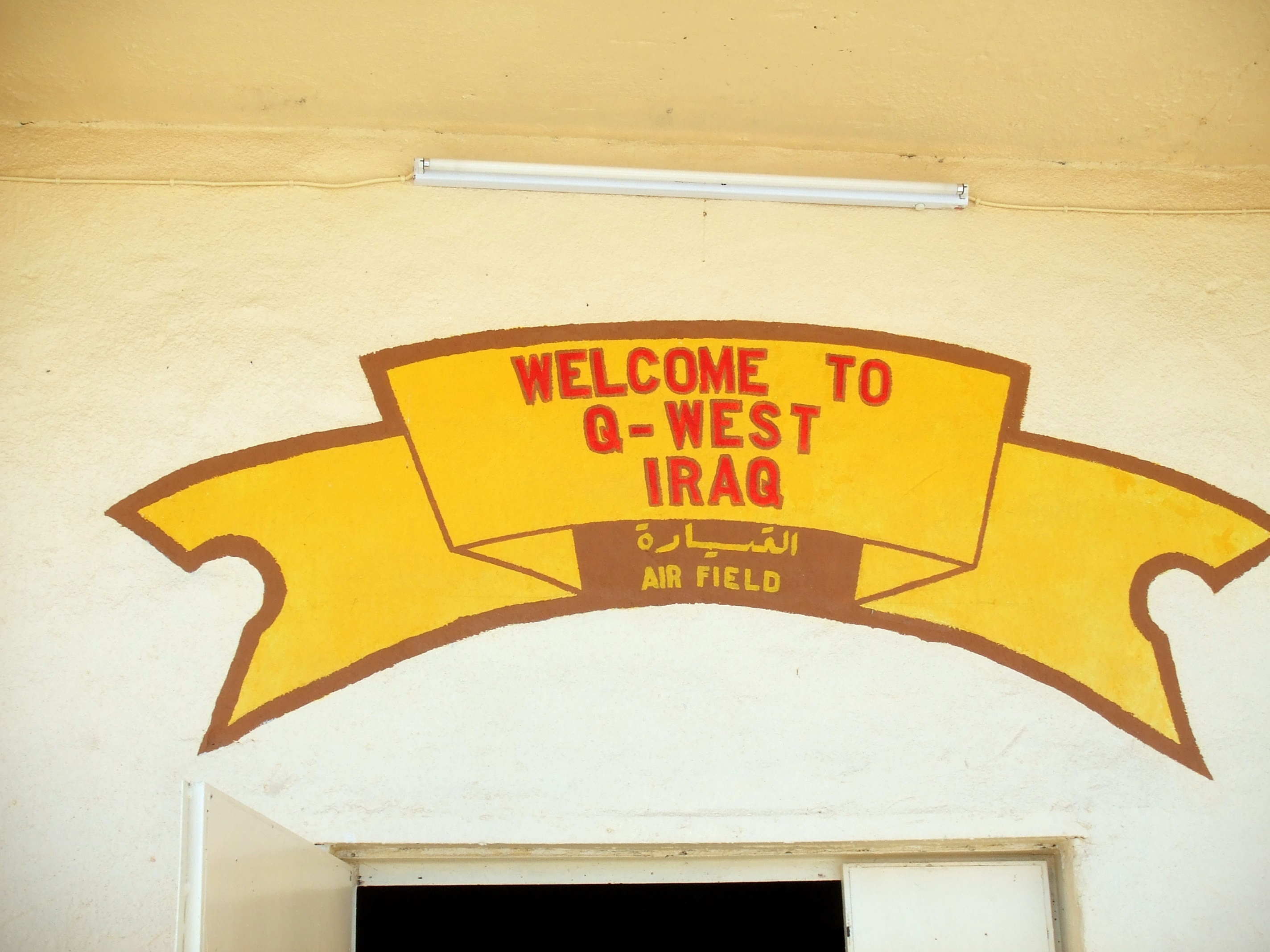
ترمینال هوایی قیارهٔ غربی در ۲۰۰۸